# Bilibili
bilibili（ビリビリ、中国語: 哔哩哔哩、国際版: BiliBili）は、中華人民共和国の動画共有サービス。およびその他生配信、写真、ブログなどのSNSや、ゲーム、アニメーション、漫画などのコンテンツを提供するエンターテイメント・コンテンツ企業である。
プラットフォームとしては、別名としてB站（ビージャン）や下記の特徴からビリビリ動画（略称：ビリ動）と呼ばれる。
特徴の一つとして日本の「ニコニコ動画」から始まった「弾幕」と呼ばれる画面上にコメントを表示する機能を持ち、「bilibili弾幕網（中国語: 哔哩哔哩弹幕网）」と称される。運営法人は上海寛娯数碼科技有限公司（Shanghai Kuanyu Digital Technology Co., Ltd.）と上海幻電信息科技有限公司（Shanghai Hode Information Technology Co., Ltd.）である。

## 概要
2009年6月26日に中国の動画共有サイト AcFunの会員だった徐逸が、時々接続不能になるAcFunの代替サイトとして、歌唱音声合成ソフトのキャラクター・初音ミクからとって名付けられた、安定した弾幕ビデオサイト・Mikufansを開始した。
2010年1月24日に中国国内でも高い人気と知名度を誇る『とある科学の超電磁砲』の主人公御坂美琴の愛称であるbilibili（ビリビリ）に改名。bilibiliは多くの機能にとある科学の超電磁砲由来の名称をつけており、そして御坂美琴がbilibiliの名称の由来となったことで、毎年御坂美琴の誕生日の5月2日にbilibiliのホームページで御坂美琴の誕生日を祝っている。
bilibiliの動画にはユーザーによるオリジナル動画や二次創作もあれば、他の動画共有サイトでも見られる日本の深夜アニメあるいはニコニコ動画やYouTube、中国国内の他のサイトからの転載が少なくない。同様に、他の中国のサイトやYouTube、ニコニコ動画などと同じく、著作権法に違反した不正な物が流通されるという問題もある。著作権侵害に関しては、コンサートの映像や上映期間中の映画の違法アップロードなど、日本の感覚では警察への通報が必至な悪質な事例が横行しているとされる。一方、2016年にはテレビ東京と提携し、それ以降は正規コンテンツが配信されるようになった。ただし、他の動画配信プラットフォームと同様、中国本土以外からアクセスの場合、アニメや映画等のコンテンツは視聴できないようになっている。
また、付随サービスとして、生配信やイラスト投稿サービスも開設している。
登録ユーザーでなくても視聴は可能だが、コメント投稿や動画投稿者・生配信者として活動するにはユーザー登録が必要で、登録の際には「科挙」（テスト）と呼ばれる質問制度を採用。これらに正しく回答することで会員として登録できる。後年には携帯電話番号の登録も義務付けられている。Adobe Flashの他に、2016年8月25日にHTML5プレイヤーが開発されたことで両方使用可能。
bilibiliプラットフォーム上の仮想通貨として"B幣"（B-coin、ビリビリコイン）システムを採用している。
コイン（硬幣）と呼ばれるシステムを利用することで、動画の宣伝やアカウント名の変更、またテストを無条件で通過できる招待コードを送ることができる。
日本の番組と提携して正式コンテンツとして配信することがある。また、日本のアニメ系イベントに出展することもある。また、bilibiliに連携して遊べるゲームアプリも併設されている。中国国内の大手配信サイトとしてこれらや、他国のサブカルに関して生配信でイベントを行うこともある。

## ビジネス
bilibiliのビジネスユニットは、モバイルゲーム事業と、付加価値サービス、広告サービス、Eコマース＆その他で形成されている。アニメーションに関しては製作委員会として参加することもある。2013年開催のBilibili Macro Linkおよび、2017年開催のBilibili Worldは、中国内外の他社ipビジネスも交えたユーザー参加型の大型イベントとして定期的に開催されている。
モバイルゲーム事業は、中国国内における独占ライセンスゲームと、非独占配信の共同運営ゲーム、自社開発ゲームの課金ゲームを展開している。
付加価値サービス（VAS）は、bilibiliのプレミアムメンバーシッププログラム、bilibiliのライブブロードキャスティングでの仮想アイテムを購入する際などに使用されるbilibiliプラットフォーム上の仮想通貨"B币"（B-coin、ビリビリコイン）からの収入、モバイルアプリ哔哩哔哩漫画（Bilibili Comic）からの収入、猫耳FM（MissEvan）からの収入がある。
bilibiliの2019年第4四半期および2019年度決算を発表によると、2019年のbilibiliの売上高は67億77百万人民元で、純損失は13億3百万人民元だった。2019年のビジネスユニット別の売上高の内訳は、モバイルゲームが35億97百万人民元で、ライブブロードキャスティング＆VASが16億41百万人民元、広告サービスが8億17百万人民元、Eコマース＆その他が7億22百万人民元だった。
bilibiliと猫耳FMの平均有料会員数は2019年の第4四半期は880万人だった。bilibiliのプレミアムメンバーは、2019年12月31日の時点で760万人だった。
2018年3月末のNASDAQ上場時の時価総額は31億3000万ドルだった。

## 沿革
- 2009年
  - 6月26日 - AcFun会員“⑨bishi”こと徐逸（Yi Xu）がMikufansを開設。
- 2010年
  - 1月24日 - bilibiliに名称変更。
- 2011年
  - ネット掲示板”9CH”（9ch.co）、コラボレーションプラットホーム”协作乡”（corari.com）、イラストサイト”Drawyoo”（drawyoo.com）を開設。
  - 9月14日 - 金山軟件（Kingsoft）出身でCheetah Mobileの共同創設者の陳睿（簡体字: 陈睿、Chen Rui）がエンジェル投資家として資本参加。法人として杭州幻電科技有限公司が設立された。
- 2012年
  - 2月 - bilibiliモバイルアプリ（Android版）を開始[22]。
  - 4月 - ニコニコ動画台湾版からの協力を得て[23]、中華人民共和国のインターネット視聴審査機関に無許可で日本アニメ『Fate/Zero』を配信していたが、関係機関に発見され第三回の配信までで配信終了となった。そのため中国のインターネットユーザー間で大騒ぎを引き起こした。⑨bishiは配信が関係機関から許可を受けて合法的に配信されたと思ったユーザーに謝罪したとのことである。
  - 9月 - bilibiliモバイルアプリ（iOS版）を開始[22]。
- 2013年
  - 5月2日 - 運営法人の本部を上海に移し、上海幻電信息科技有限公司（Shanghai Hode Information Technology Co., Ltd.）を設立[24]。
  - 游戏中心エリアを開設し侠物语、黎明之光を公開[25]。
  - 10月5日 - 第一回BILIBILI MACRO LINKを開催[22]。
  - 12月 - ケイマン諸島にてオフショア持株会社としてBilibili Inc.を設立[24]。
- 2014年
  - 1月 - モバイルゲームの公開を開始。
  - 2月 - Bilibili Inc.が、完全子会社Hode HK Limited（香港幻電有限公司）を設立[26]。
  - 7月 - 陳睿が、上海寛娯数碼科技有限公司（Shanghai Kuanyu Digital Technology Co., Ltd.）を取得。
  - 7月 - 画友（bilibili相簿）を開設。
  - 8月 - ライブストリーミング（bilibili直播）を開始。
  - 9月11日 - Hode HK Limitedが子会社（WFOE）として幻電科技（上海）有限公司（Hode Shanghai Limited.）を設立。
  - 10月 - 旧ポイントシステムの廃止に伴い　B币（ビリビリコイン）システムが開始。
  - 11月 - 陳睿（Chen Rui）が董事長に就任。
  - 11月 - 幻電科技（上海）有限公司（Hode Shanghai Limited.）が上海幻電信息科技有限公司および上海寛娯数碼科技有限公司との契約を締結し、上海幻電信息科技有限公司（Shanghai Hode Information Technology Co., Ltd.）と上海寛娯数碼科技有限公司（Shanghai Kuanyu Digital Technology）が変動持分事業体（VIE）となる。
  - 11月26日、日本法人株式会社ビリビリを設立[27]。
  - 12月 - bilibiliグッズショップを淘宝網（Taobao）で開始。
- 2015年
  - 3月20日、ビリビリAKIBAをプレオープン。
  - 5月 - ライブ配信を開始。ライブ配信アプリ「bilibili link（Android版）」をリリース。
  - 5月 - 正会員制度を開始。
  - 9月 - アニメ制作会社、戯画谷に投資。
  - 10月 - アニメ制作会社、北京千里眼文化に投資。
  - 10月 - ゲーム開発会社、嬉皮士遊戯（HippieGame）に投資。
  - 11月 - ビリビリの株式の15％をテンセントが取得[28][29]。
  - 12月25日 - 上海尚世影業有限公司と合弁で映画会社哔哩哔哩影業（天津）有限公司（Bilibili Pictures）を設立。映画『SHERLOCK/シャーロック 忌まわしき花嫁』に参加。
- 2016年
  - 1月8日 - テレビ東京との取引を開始[22]。
  - 1月 - bilibili moeを発表。
  - 1月15日 - 「充电计划」機能を開始[22]。
  - 3月 - アニメ制作会社、絵夢動画に投資。
  - 4月 - アニメ制作会社、翼下之風に投資。
  - 5月20日 - 东银河系漫游指南（北京）科技有限公司の旅行事業「bilibiliyoo」が新会社银河漫遊指南（北京）科技有限公司（Galaxy Tour）として独立[30]。
  - 5月 - ゲーム開発会社、上海萌鯨網絡科技公司に投資。
  - 6月 - ライブ配信アプリ「bilibili link（iOS版）」をリリース。
  - 7月 - ゲーム開発会社、御宅遊戯（otaku game）に投資。
  - 9月 - 中国版『Fate/Grand Order』をサービス開始。
  - 9月 - ゲーム開発会社、水幻之音（AQUATRAX）に投資。
  - 9月 - ライトノベルサイト『軽文軽小説』に投資。
  - 10月 - 有料会員サービス『大会員』を開始[31]。
  - 10月 - スポンサー契約を締結した上海シャークスが上海嗶哩嗶哩籃球倶楽部に名称変更。
  - 11月 - モバイルアプリ上でショートビデオを開始。
  - 12月 - 上海蛮啾網絡科技有限公司（Manjuu Co.ltd）に投資。
  - 12月 - ビリビリ制作の映画『我在故宫修文物』が公開。
- 2017年
  - 2月 - コミックサイト『日更計画』に投資。
  - 3月 - 中国国内のアニメを支援するため国産ページを作成。
  - 4月 - 3DCGアニメ制作会社、海岸線動画に投資。
  - 6月 - 情報サイト『三文娯』に投資。
  - 7月 - 第一回Bilibili Worldを主催。
  - 11月 - 艾漫動漫に投資。
  - 12月 - eスポーツクラブ「Bilibili Gaming（BLG）」の設立を発表[32]。
- 2018年
  - 1月 - 大会員向けに会員先行・会員限定コンテンツの提供を開始。
  - 1月 - bilibili创作激励计划を開始[33]
  - 3月 - Bilibili Inc.がNASDAQに上場。
  - 8月11日 - コミックマーケット94に初出展[17]。
  - 8月 - アニプレックスと中国版『Fate/Grand Order』の契約を更新[34]。
  - 9月 - オーバーウォッチ・リーグに加入[35]。
  - 9月 - フィール、ゼクシズ及び有限会社アッセフィノーファブリックの持株会社である株式会社ファンメディアへ少数出資[36]。
  - 9月 - VOCALOIDキャラクター「洛天依」を所有しているZenith Group Holdings Co Ltdの過半数株式を取得[37]。
  - 9月 - ディスカバリーと提携し「bilibili x Discovery」チャンネルを開設。
  - 10月 - テンセントがBilibili Inc.の新規発行株式を取得[38]。
  - 10月 -  グリーとスマートフォン向けゲーム事業およびVTuber事業について業務提携契約を締結[39]。
  - 11月 - 漫画アプリ「哔哩哔哩漫画」をリリース。
  - 11月 - Bilibili Gaming（BLG）、オーバーウォッチリーグチーム「杭州スパーク」を設立
  - 12月 - 網易の漫画プラットフォーム「網易漫画」を買収[40][41]。
  - 12月 - 淘宝網（タオバオ、Taobao）とEコマースにおける業務提携提携を締結[42]。
  - 12月 - オーディオプラットフォーム「猫耳FM」を提供するMaoer Inc.の過半数の株式を取得する契約を締結[20]。
  - 12月 - ショートビデオアプリ「轻视频」をリリース[43]。
- 2019年
  - 2月 - アリババ子会社淘宝網（タオバオ、Taobao Holding Limited）がTaobao China Holding Limitedを通じ株式を取得[44]。
  - 4月 - ニコニコ超会議2019に出展。bilibiliでも配信された[45]。
  - 5月 - 中国版『BanG Dream! 少女乐团派对!』をリリース。
  - 7月 - 上海超电文化传播有限公司（Chaodian Inc.）の株式を取得。
- 2020年
  - 4月 - ソニーの米国法人が4億ドル（約430億円）出資[46]。
  - 7月10日 - 快舟11号 F-1（通算12号機）によるリモートセンシング衛星の打ち上げが失敗[47][48]。
- 2021年
  - 1月 - 上海絵界文化伝播有限公司をグループ会社化[49]
  - 3月29日 - 香港証券取引所に上場[50]。
  - 4月 - ゲーム配信プラットフォームの「TapTap」運営の心動網絡（X.D.Network）へ9.6億香港ドル（約130億円）の戦略的投資[51]。
  - 4月 - bilibiliの国際板「BiliBili／Bstation」をリリース[52][53]
  - 11月 - 奥飞娱乐からオリジナル漫画プラットフォーム「有妖気」を買収[54]
- 2022年
  - 5月10日 - bilibiliデスクトップクライアント（Microsoft Windows版）を開始[55]。
  - 10月14日 - bilibiliのライブ配信ページにショッピング機能を追加[56]
- 2023年
  - 9月26日 - フジテレビとパートナーシップを構築することに合意。また、協業により、10月よりフジテレビにてアニメ枠「B8station」を新設することを発表[57]。
  - 10月31日 - 中国における一定規模以上の個人インフルエンサー・独立系ニュースアカウント自媒体（中国語版）（セルフメディア）の実名登録を要請した。中国政府のサイバー空間浄化の方針に従い実名を提示するよう企業が求める形となっている[58][59]。

## 配信作品

### ゲーム

#### 中国製ゲーム
- アズールレーン（碧藍航線）※独占ライセンスゲーム、日本版運営はYostar
- 原神（原神）※中国本土向け「世界樹」サーバーを運用
- 崩壊3rd（崩壊3）
- 崩壊：スターレイル（崩坏: 星穹铁道）
- 荒野行動
- ドールズフロントライン（少女前線）
- 夢職人と忘れじの黒い妖精[60]
- ファイナルギア -重装戦姫-（重装戦姫）※日本版も直営
- アークオーダー（方舟指令）※日本版も直営
- 神代夢華譚 ※自社開発ゲーム、2022年11月25日終了
- 食物語 ※2023年4月7日終了[61]
- 悠久之树（エターナルツリー） ※2023年6月29日終了[62]
- 艾塔纪元（エタクロニクル） ※2023年9月29日をもってCHENS GLOBAL LIMITEDに移管[63]
- セーリング エラ[64]
- 依露希尔：星晓
- 斯露德（THRUD）

#### 日本製・外国製ゲーム
- Fate/Grand Order（命運-冠位指定）※中国で独占著作権代理
- プリンセスコネクト!Re:Dive（公主連結Re:Dive）※中国で独占著作権代理
- 雀姫
- 囚われのパルマ（無法触碰的掌心）※中国で独占著作権代理
- RWBY ※中国で独占著作権代理
- 刀剣乱舞
- 一血卍傑（一血万傑）※中国で独占著作権代理
- BanG Dream! ※中国で独占著作権代理
- オルタナティブガールズ（妃十三学園）※中国で独占著作権代理
- A3!（A3!満開劇団）※中国で独占著作権代理
- 夢王国と眠れる100人の王子様（夢王国与沈睡的100王子）※中国で独占著作権代理
- 英雄伝説 暁の軌跡（英雄伝説：星之軌跡）※中国で独占著作権代理
- マギアレコード 魔法少女まどか☆マギカ外伝（魔法紀録 魔法少女小円外伝）※中国で独占著作権代理
- デート・ア・ライブ 約戦：精霊再臨（約戦：精霊再臨）
- 東京喰種（東京戦記）
- Minecraft 中国版（我的世界 中国版）
- 陰陽師
- アリス・ギア・アイギス中国語簡体字版（机甲爱丽丝）
- ウマ娘 プリティーダービー（閃耀！優俊少女) ※中国で独占著作権代理

### アニメ
※殆どの作品では日本法人が製作に参加する体制だが、一部作品のみ関連会社であるChildren's Playground Entertainment（CSPG）が共同または代理として参加することがある。
- 洲崎西 THE ANIMATION - （プロデューサー - 前田義和、アシスタントプロデューサー - 安倍孝二）
- 小森さんは断れない! - 音楽制作（プロデューサー - 安倍孝二、音楽プロデュース - 中里浩彰）
- 不思議なソメラちゃん - （プロデューサー - 安倍孝二）
- おじさんとマシュマロ - （プロデューサー - 安倍孝二）
- 大家さんは思春期! - 音楽制作
- 蒼の彼方のフォーリズム - （企画 - 丁寧、プロデューサー - 安倍孝二）
- 宇宙パトロールルル子 - （企画 - 丁寧、プロデューサー - 安倍孝二、アソシエイトプロデューサー - 中里浩彰）
- パンでPeace! - （企画 - 安倍孝二、プロデューサー - 中里浩彰）
- 薄桜鬼 〜御伽草子〜 - （プロデューサー - 丁寧・安倍孝二）
- 腐男子高校生活 - 音楽制作（プロデューサー - 安倍孝二、音楽プロデュース - 中里浩彰）
- にゃんぼー! - （企画 - 丁寧、プロデューサー - 安倍孝二・中里浩彰）
- アイドルメモリーズ - （企画 - 陳睿・李旎、プロデューサー - Ming H.Chan、アシスタントプロデューサー - 楊建利）※日中合作作品。
- 灼熱の卓球娘 - （企画 - Ming H Chan、プロデューサー - 伊平崇耶、アシスタントプロデューサー - 安倍孝二）
- バーナード嬢曰く。 - （プロデューサー - 中里浩彰）
- AKIBA'S TRIP -THE ANIMATION- - （企画 - 丁寧、プロデューサー - 安倍孝二、アシスタントプロデューサー - 中里浩彰）
- 霊剣山 叡智への資格 - 製作※日中合作作品。
- アイドル事変 - （企画 - 丁寧、プロデューサー - 安倍孝二、アイドル事変製作委員会 - 中里浩彰）
- 恋愛暴君 - （企画 - Ming H.Chan、企画&プロデューサー - 伊平崇耶、アソシエイトプロデューサー - Lin Wei Lin・Wu Hsiu Ju、アソシエイトプロデューサー - 安倍孝二・中里浩彰）
- 異世界食堂 - （企画 - Ming H.Chan、企画&プロデューサー - 伊平崇耶、アソシエイトプロデューサー - Lin Wei Lin・Wu Hsiu Ju）
- Infini-T Force - （製作委員会 - Ming H Chan・伊平崇耶）※CSPG名義。
- URAHARA - （企画 - Ming H.Chan、エグゼクティブプロデューサー - 伊平崇耶、アソシエイトプロデューサー - Lin Wei Lin・Wu Hsiu Ju）
- 干物妹！うまるちゃんR - （製作 - 伊平崇耶、製作委員会 - 中里浩彰）
- ラーメン大好き小泉さん - （企画 - Ming H.Chan、アソシエイトプロデューサー - Lin Wei Lin・Wu Hsiu Ju、宣伝 - Luo Yan Yan・Yang Jian Li）
- citrus - （企画 - Ming H.Chan・伊平崇耶、アソシエイトプロデューサー - Wu Hsiu Ju、アシスタントプロデューサー - Lin Wei Lin）
- ISLAND - （企画 - Ming H.Chan、プロデューサー - 神部裕彦、アソシエイトプロデューサー - YUAN HAOSHU）
- すのはら荘の管理人さん - （企画 - Ming H.Chan、プロデューサー - 神部裕彦、アシスタントプロデューサー - Yuan Haoshu）
- 夢王国と眠れる100人の王子様 - （企画 - Ming H Chan、チーフプロデューサー - 伊平崇耶、宣伝 - Yang Jianli・Wang Jingmin・Wu Qianying）
- 百錬の覇王と聖約の戦乙女 - （企画 - Ming H.Chan、プロデューサー - 伊平崇耶）
- CONCEPTION - （企画 - Ming H Chan、プロデューサー - 岡田登志男、宣伝担当 - Yang Jianli・Ren Yanfei）
- 叛逆性ミリオンアーサー - （企画 - Ming H.Chan、チーフプロデューサー - 伊平崇耶、プロデューサー - 神部裕彦、アソシエイトプロデューサー - Yang Jianli、アシスタントプロデューサー - Wang Jingmin）
- CIRCLET PRINCESS - （企画 - Ming H Chan、プロデューサー - 岡田登志男、アソシエイトプロデューサー - Yang Jianli・Wang Jingmin、宣伝 - Ren Yanfei・Xie Tiancheng）
- この世の果てで恋を唄う少女YU-NO - （企画 - 伊平崇耶、プロデューサー - 神部裕彦）
- 群青のマグメル - （チーフプロデューサー - 張聖晏・駱艶艶）※日中合作作品。
- 炎炎ノ消防隊[注 1] - （企画 - 李旎、製作 - Ming H.Chan、エグゼクティブプロデューサー - 伊平崇耶）
- ヴィンランド・サガ - 協力（プロデュース協力 - 伊平崇耶、企画協力 - 李旎・Ming H.Chan[注 2]）
- はてな☆イリュージョン - （企画 - 李旎、エグゼクティブプロデューサー - Ming H.Chan、チーフプロデューサー - 伊平崇耶、プロデューサー - YANG JIAN-LI、アニメーションプロデューサー - 神部裕彦）
- グレイプニル - （企画 - Ming H.Chan、プロデューサー - 伊平崇耶、アソシエイトプロデューサー - 許樹人）
- 異常生物見聞録 - （製作 - Ming H. Chan、エグゼクティブプロデューサー - 伊平崇耶、プロデューサー - YANG JIAN-LI・Yuan Haoshu）※日中合作作品。
- ツキウタ。 THE ANIMATION 2 - （製作 - 李旎・Ming H.Chan、企画 - 伊平崇耶）
- ぼくたちのリメイク - （企画 - 李旎・Ming H Chan、エグゼクティブプロデューサー - 伊平崇耶、プロデューサー - 許樹人）
- 進化の実〜知らないうちに勝ち組人生〜 - （企画 - 李旎・Ming H Chan、エグゼクティブプロデューサー - 伊平崇耶・楊建利、プロデューサー - 西辺誠）
- 最果てのパラディン - （企画 - 李旎・Ming H Chan、エグゼクティブプロデューサー - 伊平崇耶、プロデューサー - 許樹人・楊建利）
- オリエント - （企画 - 李旎・Ming H Chan、エグゼクティブプロデューサー - 伊平崇耶、プロデューサー - 楊建利、アソシエイトプロデューサー - 何川・王婧敏、海外ライセンス - 楊淑椀・林韋菱、海外配信 - 駱艶艶・潘国威・唐笑静）
- 時光代理人 -LINK CLICK- - ※中国制作作品。
- 幻想三國誌 -天元霊心記- - （企画 - 李旎・詹明宪、プロデューサー - 楊淑椀・楊建利、アソシエイトプロデューサー - 王婧敏）※日台合作作品。
- 異世界美少女受肉おじさんと - （企画 - 李旎・Ming H Chan、エグゼクティブプロデューサー - 伊平崇耶、プロデューサー - 許樹人）
- 平家物語 - （製作 - 高揚帆、協力プロデューサー - 中里浩彰、宣伝協力 - 彭小怡、海外ライセンス - 王聖鶯、企画協力 - 李铖・王昕）
- 阿波連さんははかれない[65] - （企画 - 李旎、製作 - 張聖晏・高揚帆、エグゼクティブプロデューサー - 中里浩彰・唐云康、プロデューサー - 紀東輝、アソシエイトプロデューサー - 李金成）
- 理系が恋に落ちたので証明してみた。r=1-sinθ - （企画 - 張聖晏・高揚帆、プロデューサー - 中里浩彰、アソシエイトプロデューサー - 李金成）
- 乙女ゲー世界はモブに厳しい世界です - （エグゼクティブプロデューサー - 李旎・Ming H.Chan、プロデューサー - 楊建利・西辺誠）
- 組長娘と世話係
- 攻略うぉんてっど!〜異世界救います!?〜 - （監督・シリーズ構成・脚本：劉思文、アニメーション制作：元気蛙動画）[66]
- 齢5000年の草食ドラゴン、いわれなき邪竜認定 - （監督：劉思文、アニメーション制作：LAN STUDIO 澜映画、製作：bilibili）[67]
- RINGING FATE - （原作・監督：李豪凌〈リ・ハオリン〉、アニメーション制作：MOJO、元気蛙、アニメーション製作：bilibili）[68]
- TO BE HERO X[69]
- 卓球少女 -閃光のかなたへ-『白色閃電 Pingpong！』（中国語版）

## グループ会社
- Bilibili Inc.（哔哩哔哩股份有限公司）[70][20]
  - Bilibili HK Limited（香港哔哩哔哩有限公司）
  - Hode HK Limited（香港幻电有限公司）
    - 上海哔哩哔哩科技有限公司（Shanghai Bilibili Technology Co., Ltd.）- 技術開発
    - 幻电科技（上海）有限公司（”Hode Shanghai Limited.”or"Hode Technology"） - 技術開発

  - 株式会社ビリビリ（Bilibili Co., Ltd. ） - 事業開発
  - Auwong Technology (HK) Limited
  - Dreamcaster Technology Global (HK) Limited
  - Zenith Group Holdings Co., Limited
  - Miaosila HK Limited
  - Komoe Technology Inc.
    - 小萌科技有限公司

  - Komoe Technology Limited
  - Children's Playground Entertainment株式会社
  - BALABOOM PTE LTD

### VIE
- 上海幻电信息科技有限公司（"Shanghai Hode Information Technology Co., Ltd."or“Shanghai Hode”）【陳睿52.3%、徐逸34.8％、韦倩7.0%、李旎3.4%、曹汐2.5%[24]】 - モバイルゲーム事業。
  - 芜湖享游网络技术有限公司（Sharejoy Network Technology Co., Ltd.） - ゲームのプロモーション＆マーケティング。
  - 上海呵呵呵文化传播有限公司（Shanghai Hehehe Culture Communication Co., Ltd） - マンガアプリ「哔哩哔哩漫画」の配信
  - 上海动魂文化传媒有限公司（Shanghai Anime Tamashi Cultural Media Co., Ltd.） - アニメメディア「Anitama」の運営
  - 上海中二信息科技有限公司（Shanghai Zhonger Information Technology Co., Ltd.）
  - 杭州幻电科技有限公司 - 動画共有サイト「bilibili」の元運営会社
  - 上海哔哩哔哩动画有限公司
    - 上海哔哩哔哩电竞信息科技有限公司（Bilibili Gaming）
    - 武汉哔哩哔哩科技有限公司

  - 上海童园文化传媒有限公司（Children's Playground Media Inc.）
  - 芜湖哔哩哔哩信息科技有限公司
  - 哔哩哔哩影业（天津）有限公司
  - 上海幻骊信息科技有限公司
  - 东银河系漫游指南（北京）科技有限公司 - ゲームコミュニティサービス「bigfun」運営
  - 北京源力星聚网络科技有限公司【70%】
  - 北京喵斯拉网络科技有限公司（Maoer Inc.）【66.47%】 - 音声共有サイト「猫耳FM（MissEVAN）」運営
    - 重庆宅喵科技有限公司
    - 上海喵斯拉网络科技有限公司

  - 上海绘界文化传播有限公司（絵梦アニメーション）
    - 哆啦哔梦（上海）文化传播有限公司
- 上海寛娯数碼科技有限公司 （"Shanghai Kuanyu Digital Technology Co., Ltd."or“Shanghai Kuanyu”）【株主: 陳睿100%[24]】 - 動画共有サイト「bilibili」の運営
  - 海南红红火火信息科技有限公司
  - 上海萌电文化科技有限公司 - Bilibiliとにじさんじの中国進出事業「VirtuaReal Project」運営
  - 上海三体动漫有限公司【80%】
  - 上海超电文化传播有限公司（Chaodian Inc.） - Bilibili Macro Link and Bilibili Worldの運営
    - 上海禾念信息科技有限公司
- 上海哔哩哔哩科技有限公司（Shanghai Bilibili Technology Co., Ltd.）【株主: Hode HK Limited】 - 技術開発
  - 上海喂啊噗文化科技有限公司【66%】  - ANYCOLOR株式会社との合弁。

## 活動
「小电视」ちゃん
Bilibiliのマスコットキャラクター。Bilibiliは2017年8月31日に図形商標として申請したが、ドワンゴの商標(ニコニコ動画のマスコットキャラクター「ニコニコテレビちゃん」)と類似しており同一分野での使用は誤認の可能性があるとして申請が拒絶された。
看板娘のbilibili娘
2010年、登録者の投票で応募された72作品の中で参加作品22と33が同票1824票となり、そろって看板娘（bilibili站娘）となったことが発表された。
bilibiliの看板娘はbilibili娘（にゃん）姉妹である。22娘が姉で、33娘が妹である。
イベント
- 2010年に新年イベント2010年为拜年祭が行われ、2011年からは毎年哔哩哔哩拜年纪（中国語版）が開催される。
- 2013年からは、ライブイベントBilibili Macro Linkを行っている。
- Bilibili World
- BILIBILI POWER UPは、2018年から毎年、百大up主、新人賞などを発表するイベントである[75]。百大up主は、専門性・影響力・革新性の3要素から選ばれる100人の配信者のことである[76]。

その他の活動
- ビリビリ動画衛星（英語版） - 2020年9月に衛星軌道上に到達した[77]。
- 2019年6月26日、雲南省大理市に哔哩哔哩美丽小学の設立と電子機器などをサポートした。Bilibili創立10周年を記念する事業として行われた[78]。11周年には、貴州省の苗族自治県に哔哩哔哩梦想小学を設立した[79]。
- NHOT BOT - 指原莉乃、Sony Music、bilibiliの共同企画バーチャルシンデレラプロジェクトのバーチャルアイドルグループ企画である[80]。中国での活動実績のあるバーチャルYouTuberの神楽めあ、花園セレナ、緋赤エリオを先行デビューメンバーとして、オーディションで選ばれた雨音るな、UzuMe、星羅ミントを加え、NHOT BOTというグループを結成して2021年12月15日から2023年3月31日まで活動が行われた[81][82]。

## 文化
字幕組・翻訳組
翻訳者である。同時視聴のボランティアである場合もあるが、映画などに字幕を付けて違法配信している場合もある。
今年の弾幕
2017年から年末に行われている。Bilibiliが人民文学出版社、中国社会科学院新聞、伝播研究所などと共に、その年に一番使われた弾幕を発表する。
- 2017年、1位：囍（ダブルハピネス） - 喜びを分かち合う、良い人とのめぐり逢いなどの表現[87]
- 2018年、1位：真実（リアル、リアルさ）[87]
- 2019年、1位：AWSL（あ、オレ死んだ）。「啊、我死了（あ、オレ死んだ）」を拼音（中国語ローマ字表記）にした A、Wo si le の頭文字から[87]
- 2020年、1位：爺青回（オレの青春カムバック）[87]
- 2021年、1位：破防了（ガードオファ）。ゲーム用語で、防御を突破して攻撃されたことを表す言葉で、心理的防御を突破され、心に響いたり動揺を受けたりした時に使われた[86]。
- 2022年、1位：优雅（エレガント）は、アニメ『SPY×FAMILY』からの借用で、どんな状況でもエレガントさを忘れないという意味で使われた[88]。

所有eスポーツチーム
- 杭州スパーク
- Bilibili Gaming（英語版）